# Roderick Trice
Roderick Trice (* 14. Juni 1984 in Swainsboro, Georgia), genannt „Rocky“, ist ein US-amerikanischer Basketballspieler, der von 2007 bis 2012 in Deutschland spielte, darunter vier Spielzeiten in der Basketball-Bundesliga für die BG Göttingen und ratiopharm Ulm. Von 2013 bis Sommer 2015 spielte Trice in der ersten polnischen Tauron Basket Liga, bevor er zurück nach Deutschland zu den MHP RIESEN Ludwigsburg wechselte.

## Leben
Trice wechselte aus seiner Heimatstadt Swainsboro an das „Junior College“ Georgia Perimeter zum „South Campus“ in Decatur. Für dessen Basketballmannschaft Jaguars erzielte er 21,0 Punkte, 9,0 Rebounds und 4,5 Steals im Schnitt wurde er zum „Junior-College“-Spieler des Jahres im Bundesstaat Georgia gekürt. Zusätzlich wurde er in das „2002/2003 National Tournament All Tournament Team“ berufen. 2004 wechselte Trice zum weiterführenden Studium an die University of South Carolina, wo er für die Hochschulmannschaft die beiden restlichen Jahre seiner Collegekarriere in der SEC der NCAA Division I spielte. In seiner abschließenden Spielzeit 2005/06 hatte er eher durchschnittliche persönliche Statistiken mit knapp 7 Punkten, gut 3 Rebounds und etwas mehr als einem Ballgewinn im Schnitt. Anschließend begann Trice eine Laufbahn als Basketballprofi.
Zunächst bekam Trice in der Spielzeit 2006/07 nur ein Engagement in der eher unbedeutenden World Basketball Association beim zweimaligen Meister Gladiators aus Rome (Georgia). Zur folgenden Saison 2007/08 bekam er einen Vertrag in Europa bei den BasCats aus Cuxhaven in der zweiten deutschen Spielklasse ProA. Mit 14,9 Punkten, 8,1 Rebounds und 2,9 Steals führte er die BasCats zur Vizemeisterschaft. Trice wurde zum Spieler des Jahres gewählt und unterschrieb in der Sommerpause 2008 Anfang Juni einen Vertrag beim Erstligisten BG 74 aus Göttingen. Unter Trainer John Patrick erzielte er 11,9 Punkte, 5,3 Rebounds und 2,7 Ballgewinne pro Einsatz. Nachdem die Mannschaft Zweiter der Bundesliga-Hauptrunde geworden war und sich in ihrer zweiten Erstliga-Spielzeit erstmals für die Play-offs um die Meisterschaft qualifizierte, wurde Trice in der Bundesliga zum „Liganeuling des Jahres“ gewählt.
Zur BBL-Saison 2009/10 wechselte Roderick Trice zum Ligakonkurrenten Ratiopharm Ulm. Sein Vertrag wurde sukzessive nach jeder Spielzeit verlängert. In der BBL-Saison 2011/12 erreichte Ulm nach zwei Mittelfeldplatzierungen unter dem neuen Trainer Thorsten Leibenath einen zweiten Platz nach der Hauptrunde und zog in den Play-offs bis in die Finalserie ein, in der man gegen Titelverteidiger Brose Baskets aus Bamberg glatt in drei Spielen verlor. Trice bekam jedoch weniger Spielanteile in der veränderten Mannschaft des neuen Trainers und so gab man im August 2012 bekannt, dass der Vertrag von Trice nicht mehr verlängert wird.
Trice unterschrieb erst zum Jahresende 2012 einen neuen Vertrag und spielte bis 2014 für Energa Czarni aus Słupsk in der polnischen Basketball-Liga.
Nach einem weiteren Jahr in Polen (bei Śląsk Wrocław) kehrte Trice im Sommer 2015 nach Deutschland zurück und unterschrieb bei den MHP RIESEN Ludwigsburg. Nach einem zwischenzeitlichen Wechsel zum polnischen Erstligisten MKS Dąbrowa Górnicza kehrte Trice im Januar 2017 nach Ludwigsburg zurück. Er fiel lange mit Kniebeschwerden aus, im Frühjahr 2018 spielte er wieder und blieb bis zum Saisonende 2017/18 beim Bundesligisten.

## Erfolge
- 2008: ProA-Vizemeister mit den Cuxhaven BasCats
- 2008: Spieler des Jahres in der ProA
- 2009: Liganeuling des Jahres in der Basketball-Bundesliga
- 2012: Deutscher Vizemeister mit ratiopharm Ulm